# إيرين مارتن
إيرين مارتن (بالإنجليزية: Erin Martin)‏ هي عارضة ومغنية وملحنة ومغنية مؤلفة أمريكية، ولدت في 14 أكتوبر 1983 في بيرين سبرينغز في الولايات المتحدة.

## وصلات خارجية
- الموقع الرسمي